# Absegeln
Das letztmalige Segeln in einer Saison wird als Absegeln bezeichnet. Nach dem Absegeln werden die Boote aus dem Wasser geholt und ins Winterlager gebracht oder winterfest gemacht. Das Absegeln hat meist eine sportliche Komponente, die aus einer Regatta mit einer oder mehreren Wettfahrten besteht. Da gerade in den Vereinen verschiedene Bootsklassen gefahren werden, wird diese Regatta nach dem Yardstick-Verfahren gezeitet. Im Anschluss findet die Auswertung bei einem Seglerhock statt, bei dem ein Rückblick auf die Saison oder die letzte Regatta stattfindet. Dieser Seglerhock kann als gesellschaftlicher Abend gestaltet sein.
Dagegen wird das erstmalige gemeinsame Segeln in einer Saison Ansegeln genannt. Vor dem Ansegeln werden die Boote aus dem Winterlager geholt, zu Wasser gebracht und die Masten gestellt. Wie beim Absegeln wird das Ansegeln als Regatta durchgeführt.
Wird bei starkem Wind nicht gerefft, sodass der Mast überlastet wird und zu Bruch geht, wird dies ebenfalls als Absegeln bezeichnet. Schafft man es ohne Bruch, dann „segelt man dem Teufel ein Ohr ab“.